# La tregua (telenovela)
La tregua es una telenovela colombiana realizada por RTI Televisión para Primera Cadena y protagonizada por Celmira Luzardo y Pepe Sánchez en 1980. Está basada en la obra homónima de Mario Benedetti

## Sinopsis
El diario de Martín Santomé, un financista viudo, con tres hijos y a punto de jubilarse, encuentra en el amor de una jovencita de 24 años, Laura Avellaneda, la memoria y renacer de sus mejores épocas.

## Reparto

### Protagonistas
- Pepe Sánchez .... Martín Santomé
- Celmira Luzardo .... Laura Avellaneda

### Reparto
- Helena Mallarino .... Blanca Santomé
- Álvaro Ruiz.... Jaime Santomé
- Jaime Saldarriaga .... Esteban Santomé
- Fabio Camero .... Muñoz
- Silvio Ángel .... Méndez
- Víctor Mallarino .... Alfredo Santini
- César Bernal .... Rodolfo Sierra
- Manuel Palacios .... Gerente
- Waldo Urrego .... Jefe #1
- Alberto Saavedra .... Jefe #2
- Mario García .... Jefe #3
- Delfina Guido
- Óscar De Moya .... Suárez
- Luis Fernando Orozco
- Carlos Muñoz
- Gaspar Ospina .... Mario Viñal
- Ronald Ayazo .... Diego
- Margalida Castro .... Concuñada de Mario
- Boris Roth .... Padre de Laura
- Karina Laverde .... Madre de Laura
- Carlos Barbosa .... Tío de Laura
- Ulises Colmenares
- Ómar Sánchez
- Carlos de la Fuente .... Sacerdote
- Luis A. García
- Sofía Morales .... Esposa de Mario
- Álvaro Azza
- Clemencia Velásquez
- José Saldarriaga
- Mónica Silva .... Mercedes
- Lucy Martínez
- Gabriel Vanegas .... Inspector
- Claudia Velásquez
- Héctor Rivas

### Actriz invitada especial
- Fanny Mickey .... Isabel

## Ficha técnica
- Versión para televisión: Juan Carlos Gene
- Grabación en exteriores: R.T.I. Televisión
- Grabación en foro: GRAVI
- Escenografía: Escenógrafos asociados